# سرکان اتاسی
سرکان اتاسی (اوکراینی: Сергій Анатолійович Сергеєв؛ زادهٔ ۱۱ مارس ۱۹۷۰) ورزشکار ورزش شنا اهل ترکیه است.